# Позднякова, Анастасия Юрьевна
Анастасия Юрьевна Позднякова (11 декабря 1985, Электросталь) — российская прыгунья в воду. В синхронных прыжках с трёхметрового трамплина в дуэте с  Юлией Пахалиной — серебряный призёр Олимпийских игр 2008 года, бронзовый призёр чемпионата мира 2009 года, чемпионка Европы 2008 года и многократный призёр этапов Кубка мира. В индивидуальных прыжках с одно- и трёхметрового трамплина — призёр чемпионата Европы 2010 года.

## Награды и звания
- Заслуженный мастер спорта России
- Медаль ордена «За заслуги перед Отечеством» II степени — За большой вклад в развитие физической культуры и спорта, высокие спортивные достижения на Играх XXIX Олимпиады 2008 года в Пекине (2009)[2]